# Katanga (land)
Katanga (Frans: État du Katanga) was een staat in Afrika die uitgeroepen werd op 11 juli 1960. Hiermee scheidde de staat zich af van de nieuw gevormde Republiek Congo, dat ontstaan was na de onafhankelijkheid van België. Moïse Tshombe werd de eerste en enige president. De onafhankelijkheid van Katanga eindigde in januari 1963, toen troepen van de ONUC Kolwezi innamen.

## Start van de afscheiding

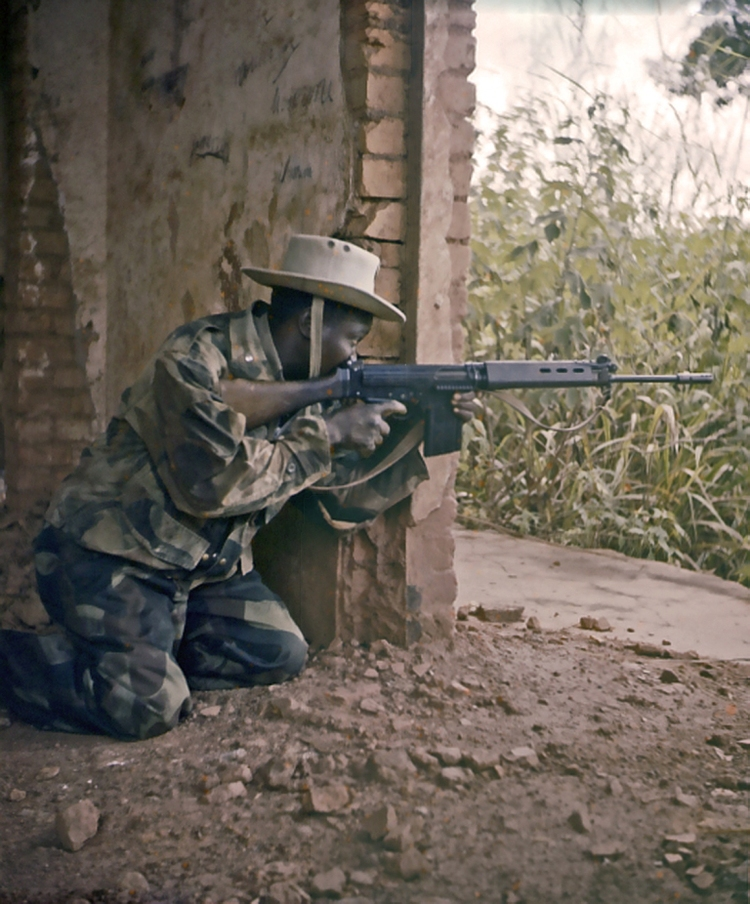
Een Katangees soldaat, zogenaamde Katangese gendarme

Kort na de Congolese onafhankelijkheid ontstond er onrust in het land, mede door de muiterij van de Force Publique. België zond daarop troepen naar de voormalige kolonie, ogenschijnlijk om Belgische onderdanen te beschermen en evacueren. In de provincie Katanga arriveerden Belgische troepen onder leiding van commandant Guy Weber in de ochtend van 10 juli op de Luchthaven van Luano (Elisabethville). Een dag later riep Katangees provinciegouverneur Moïse Tshombe de onafhankelijkheid van Katanga uit, wellicht zonder bijstand van de Belgische autoriteiten. De onafhankelijkheidsverklaring toont echter de wens van de Katangese politici om intensief samen te werken met de voormalige kolonisator:

Deze ONAFHANKELIJKHEID is TOTAAL. Echter, bewust van de dwingende noodzaak van een economische samenwerking met België, heeft de regering van Katanga besloten, diezelfde regering waar Belgie troepen ter beschikking stelde om mensenlevens te redden, om aan Belgie te vragen om zich bij Katanga aan te sluiten in een nauwe economische gemeenschap
— Katangese onafhankelijkheidsverklaring, 1960

Tshombe had goede relaties met Belgische industriebedrijven die de rijke koper-, goud- en uraniummijnen exploiteerden. Union Minière du Haut-Katanga, het latere Umicore, was een Anglo-Belgisch bedrijf dat het grootste deel van de koperproductie in Katanga beheerde en steunde het regime van Tshombe, zowel financieel als militair. Katanga was een van de rijkste en meest ontwikkelde provincies van Belgisch-Congo en met de afscheiding van Katanga zou de nieuwe republiek Congo een belangrijk gebied verliezen. De Congolese regering vond dat dit een poging was om een Belgische marionettenstaat te creëren, die ze verder zouden kunnen uitbuiten.
Belgen hielpen om de Katangese staat verder uit te bouwen: Guy Weber werd een van Tshombe's adviseurs, Jean-Marie Crèvecœur werd het hoofd van het Katangese leger, de zogenaamde Katangese gendarmerie. Een Belgische missie voor technische bijstand onder leiding van Harold d'Aspremont Lynden werd opgericht op het einde van juli in Elisabethstad onder de naam Mistebel. deze missie zorgde niet enkel voor de opleiding van de gendarmerie, maar ook voor militair materieel dat achtergelaten was door de Force Publique in Kamina en andere plaatsen. Een andere Belg die belangrijk was in de begindagen van het onafhankelijke Katanga was Robert Rothschild, voormalige kabinetschef van Minister van Buitenlandse Zaken Paul-Henri Spaak.

## Verloop van de afscheiding
Op 14 juli 1960 stemde de VN-Veiligheidsraad voor Resolutie 143. Deze resolutie riep België op om hun militairen terug te trekken uit Congo en een VN-troepenmacht in het land te installeren, de ONUC. Het mandaat van de missie voorzag echter geen inmenging in interne Congolese conflicten, inclusief de Katangese secessie. Latere resoluties gaven de missie steeds meer slagkracht, bijvoorbeeld Resolutie 161 die na de bekendmaking van de moord op Lumumba werd goedgekeurd en het gebruik van geweld toestond om burgeroorlog af te wenden.
Intussen kon het Katangese leger zich uitbouwen dankzij buitenlandse huurlingen en adviseurs. Een kleine luchtmacht, de Force aérienne katangaise of AVIKAT, werd ook opgericht. In eerste instantie werden Belgen gerekruteerd. In september 1960 werd de Regering-G. Eyskens III herschikt om een meer pro-Katangese politiek te kunnen voeren. D'Aspremont Lynden werd zo bijvoorbeeld Minister van Afrikaanse Zaken. De Katangese autoriteiten verloren nadien meer en meer Belgische steun, die steeds officieus was aangezien geen enkel land, inclusief België, ooit de Katangese onafhankelijkheid erkende. Na de moord op Lumumba, en zeker na het aantreden van de Regering-Lefèvre met Spaak als Minister van Buitenlandse Zaken in april 1961, verloor Katanga de Belgische steun en werden andere landen als Frankrijk belangrijker, onder andere voor de rekrutering van huurlingen.

### Niemba-hinderlaag

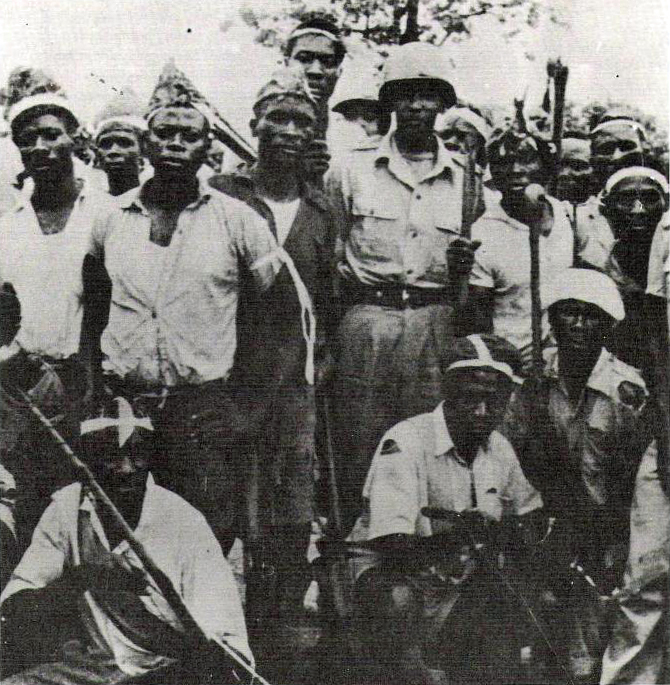
Luba-militieleden in 1962

Zweden en Ierland leidden de ONUC-manschappen. Op 8 november 1960 werd een Iers peloton aangevallen door Luba-militieleden in Niemba, Noord-Katanga. Deze Luba streden echter tegen het Katangese regime, dat gedomineerd werd door Zuid-Katangese en vooral Lunda als Tshombe. Toen de soldaten van het 33e bataljon van het Ierse leger aan de brug over de Luweyeye-rivier aankwamen, werden ze geconfronteerd met een blokkade. Ongeveer 100 Luba vielen aan met voornamelijk pijlen met vergiftigde pijlpunten. Negen Ieren sneuvelden in deze hinderlaag, waarbij de Luba wellicht de Ieren verwarden met Katangese huurlingen. Het was het eerste wapenfeit van het Ierse leger sinds de oprichting in 1922.

### Slag bij Kabalo
Een verrassingsaanval door Katangese troepen tegen Noord-Katangese rebellen ter hoogte van Kabalo op 7 april 1961 draaide uit op een overwinning van de Noord-Katangese Luba en troepen van de ONUC. Dertig Katangese huurlingen werden gearresteerd door de ONUC en een Katangees schip genaamd Constant de Burlet, transporteerde 150 Katangese soldaten en werd vernietigd door Ethiopische VN-troepen. De slag stelde het conflict tussen de Katangese autoriteiten en de VN op scherp. Tshombe schreef een protestbrief aan Secretaris-Generaal van de Verenigde Naties Dag Hammarskjöld waarbij hij onder andere beweerde dat de Katangese militairen de Ethiopische troepen beschoten omdat ze kaki in plaats van blauwe helmen droegen.

### Operatie Rum Punch
In augustus 1961 vroeg Congolees president Joseph Kasavubu de assistentie van de VN om niet-Congolese militairen die niet onder Congolees gezag stonden te verdrijven. Op 28 augustus chargeerden de ONUC-troepen: 79 buitenlandse huurlingen werden vastgenomen en gerepatrieerd, en veertien Katangese luchtvaartuigen werden in beslag genomen, ter implementatie van resolutie 161 van de Veiligheidsraad van 21 februari 1961.

### Operatie Morthor
Op 13 september 1961 begon Operatie Morthor, Hindi voor "slagen en vastnemen". De operatie was succesvol: ONUC kon snel Katanga onder controle nemen, inclusief Elisabethstad. Een woordvoerder van ONUC meldde het einde van de Katangese onafhankelijkheid, wat echter voorbarig was. Het Katangese leger sloeg hard terug, onder andere met hun enige overblijvende Fouga CM-170 Magister-vliegtuig.

#### Slag bij Jadotstad
Dit vliegtuig nam deel aan de slag bij Jadotstad, waar het 35e bataljon van het Ierse leger onder vuur werd genomen door Katangese troepen, inclusief buitenlandse huurlingen. 156 Ierse troepen stonden hier tegenover 3000 Katangese troepen. Geen enkele Ier kwam om, tegenover ongeveer driehonderd doden aan Katangese kant. Uiteindelijk gaven de Ieren zich over, waarna ze stilletjes werden ontvangen in Ierland. Een halve eeuw later heeft de Ierse overheid de compagnie een officieel eerbetoon gegeven.

#### Dood van Dag Hammarskjöld
Operatie Morthor begon toen VN-Secretaris-Generaal Hammarskjöld in Leopoldstad verbleef. Normaal gezien ging speciale vertegenwoordiger van Hammarskjöld in Katanga, de Ier Conor Cruise O'Brien, onderhandelen met Tshombe, die door Morthor naar Bancroft in het naburige Noord-Rhodesië is gevlucht, voor een staakt-het-vuren. Hammarskjöld besloot echter zelf met Tshombe te onderhandelen, zoals afgesproken in Ndola, Noord-Rhodesië. Het Douglas DC-6-vliegtuig van Hammarskjöld stortte neer vlak bij de luchthaven van Ndola, in nog steeds onopgehelderde omstandigheden. Mogelijk ging het om een fout van de piloot, maar een VN-onderzoek concludeerde in 2019 dat het plausibel was dat een externe dreiging of aanval de crash veroorzaakte. Een van de verdachten is Belgisch huurling Jan van Risseghem, die met een Fouga Magister Hammarskjöld's vliegtuig zou neergehaald hebben. Het onderzoek wordt thans (2021) verdergezet.

## Operatie Grand Slam: Einde van de secessie

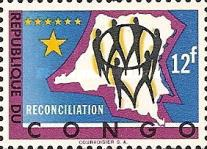
Congolese postzegel die de hereniging van Congo herdenkt

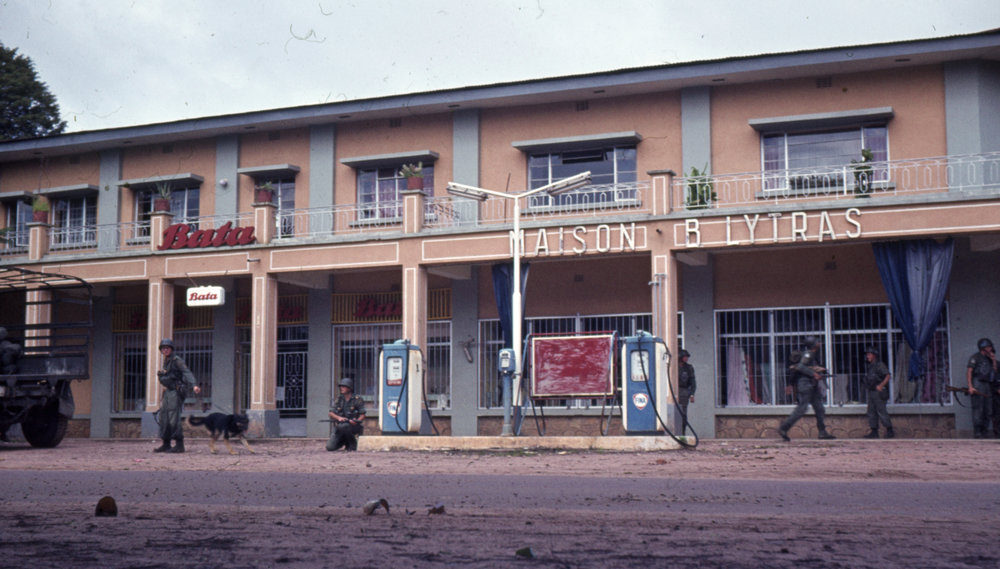
Zweedse troepen verdrijven Katangese tegenstanders in Kamina, 31 december 1962

Tshombe ondertekende het plan van Secretaris-Generaal van de Verenigde Naties U Thant voor nationale verzoening, maar vertraagde de implementatie hiervan. Katanga hield zich niet aan de afspraken, en viel ONUC-troepen aan in december 1962. De Verenigde Naties vielen Katanga aan in december 1962 en de hoofdstad Élisabethstad viel in januari 1963. Tshombe was naar Kolwezi gevlucht, waar hij zich op 15 januari 1963 overgaf. Katanga werd herenigd met Congo.
Tshombe werd later Eerste Minister van het herenigde Congo.